# Euparatettix xizangensis
Euparatettix xizangensis är en insektsart som beskrevs av Zheng, Z. 2005. Euparatettix xizangensis ingår i släktet Euparatettix och familjen torngräshoppor. Inga underarter finns listade i Catalogue of Life.